# Jean-Baptiste-Charles Gauldrée-Boilleau
Jean-Baptiste-Charles Gauldrée-Boilleau (9 novembre 1782 à Saint-Omer en France - 4 décembre 1857 à Paris en France) était un général de division de l'armée française.

## Biographie
Jean-Baptiste-Charles Gauldrée-Boilleau entre à l'École Polytechnique en 1802 et passe à l’École d’application de l’artillerie de Metz.

### Campagnes
À partir de 1806, il est de toutes les campagnes napoléoniennes. D’abord en Italie au sein des armées d'Italie et de Naples, il rejoint le Portugal.
De 1808 à 1812, il combat en Catalogne comme aide de camp du général Taviel puis il est appelé à Magdebourg où s’organise le très important soutien de la campagne de 1812. Il combat en Russie. Le maréchal Macdonald lui marque sa confiance en le choisissant comme premier aide de camp. C’est en cette qualité que Gauldrée-Boilleau fait les campagnes de 1813 et 1814, en Allemagne puis en France jusqu’en 1815.

### Restauration
En 1816 on lui confie le commandement du régiment d’artillerie à pied de Rennes pour quatorze ans.
En 1830 il dirige l’artillerie à Paris où il s’occupe de réorganiser le système pénitentiaire militaire. Le 31 décembre 1835 il est nommé maréchal de camp et en 1837 il commande l’artillerie à Lyon. En 1840 il commande l’École polytechnique jusqu’en 1844 où il est promu lieutenant-général. Il devient inspecteur général de l’artillerie.
Il se retire en 1850, grand officier de la Légion d’honneur. Il meurt en 1857 et repose au cimetière du Père Lachaise (1ère division), à Paris.

## États de service
- Polytechnicien (1802) ;
- École d'application de l'artillerie de Metz (1804) ;
- Employé aux armées d'Italie et de Naples (1806-1807) ;
- Aide de camp du général Taviel (1808) ;
- Chef de bataillon aide de camp du maréchal Macdonald (1813) ;
- Colonel (17/2/1814) ;
- Membre du Comité d'artillerie (1814) ;
- Colonel du régiment d'artillerie à pied de Rennes (1816) ;
- Directeur d'artillerie à Paris (1830) ;
- Maréchal de camp (31/12/1835) ;
- Commandant de l'École polytechnique (1840 à 1844) ;
- Général de division d’artillerie (14/4/1844) ;

## Décorations
- grand officier de la Légion d'honneur (31/12/1850);
- chevalier de l'Ordre royal et militaire de Saint-Louis.
- chevalier de Saint-Joseph de Wurtzbourg,
- chevalier de l'Ordre des Deux-Siciles.